# Frederik Christiaan van Saksen (1722-1763)
Frederik Christiaan Leopold Johan George Frans Xaverius (Dresden, 5 september 1722 – aldaar, 17 december 1763) was van 5 oktober 1763 tot zijn dood keurvorst van Saksen.
Hij was de zoon van Frederik August II en Maria Josepha van Oostenrijk, dochter van keizer Jozef I.  
In 1747 trad hij in het huwelijk met Maria Antonia van Beieren, dochter van keizer Karel VII Albrecht, zijn nicht in de eerste graad, met wie hij tijdens de Zevenjarige Oorlog in 1759 voor de Pruisen naar Praag diende te vluchten. Het paar kreeg negen kinderen:
- Kort na de geboorte gestorven kind (9 juni 1748)
- Frederik August (1750-1827), keurvorst, later koning van Saksen
- Karel Maximiliaan (1752-1781)
- Jozef Maria (1754-1763)
- Anton Clemens Theodoor (1755-1836), koning van Saksen
- Marie Amelia (1757-1813), gehuwd met Karel II August van Palts-Zweibrücken
- Maximiliaan (1759–1838)
- Maria Josepha Magdalena (1761-1820)
- Doodgeboren kind (1762)

Frederik Christiaan besteeg de keurvorstelijke troon na de dood van zijn vader op 5 oktober 1763. Hierop ontsloeg hij premier Heinrich von Brühl en liet beslag leggen op diens vermogen. Hij begon uit zuinigheidsoverwegingen aan omvangrijke hervormingen van het bestuur en hervormingen ter vereenvoudiging van zijn hofhouding. Slechts 74 dagen na zijn troonsbestijging stierf hij echter aan de pokken. Hij werd opgevolgd door zijn minderjarige zoon Frederik August III, namens wie zijn broer Frans Xavier tot 1768 het land bestuurde.

## Voorouders
| Voorouders van Frederik Christiaan van Saksen | Voorouders van Frederik Christiaan van Saksen                                                           | Voorouders van Frederik Christiaan van Saksen                                                           | Voorouders van Frederik Christiaan van Saksen                                                           | Voorouders van Frederik Christiaan van Saksen                                                           | Voorouders van Frederik Christiaan van Saksen                                     | Voorouders van Frederik Christiaan van Saksen                                     | Voorouders van Frederik Christiaan van Saksen                                                    | Voorouders van Frederik Christiaan van Saksen                                                    |
| --------------------------------------------- | --- | --- | --- | --- | --------------------------------------------------------------------------------- | --------------------------------------------------------------------------------- | ------------------------------------------------------------------------------------------------ | ------------------------------------------------------------------------------------------------ |
| Overgrootouders                               | Keurvorst Johan George III van Saksen (1647–1691) ∞ 1666 Anna Sophia van Denemarken (1647–1717)         | Keurvorst Johan George III van Saksen (1647–1691) ∞ 1666 Anna Sophia van Denemarken (1647–1717)         | Christiaan Ernst van Brandenburg-Bayreuth (1644–1712) ∞ Erdmuthe Sophia van Saksen (1644–1670)          | Christiaan Ernst van Brandenburg-Bayreuth (1644–1712) ∞ Erdmuthe Sophia van Saksen (1644–1670)          | Keizer Leopold I (1640-1705) ∞ 1676 Eleonora van Palts-Neuburg (1655-1720)        | Keizer Leopold I (1640-1705) ∞ 1676 Eleonora van Palts-Neuburg (1655-1720)        | Johan Frederik van Brunswijk-Lüneburg (1625-1679) ∞ Benedicta Henriette van de Palts (1652-1730) | Johan Frederik van Brunswijk-Lüneburg (1625-1679) ∞ Benedicta Henriette van de Palts (1652-1730) |
| Grootouders                                   | Keurvorst August II van Polen (1670–1733) ∞ Christiane Eberhardine van Brandenburg-Bayreuth (1671–1727) | Keurvorst August II van Polen (1670–1733) ∞ Christiane Eberhardine van Brandenburg-Bayreuth (1671–1727) | Keurvorst August II van Polen (1670–1733) ∞ Christiane Eberhardine van Brandenburg-Bayreuth (1671–1727) | Keurvorst August II van Polen (1670–1733) ∞ Christiane Eberhardine van Brandenburg-Bayreuth (1671–1727) | Keizer Jozef I (1678-1711) ∞ Amalia Wilhelmina van Brunswijk-Lüneburg (1673–1742) | Keizer Jozef I (1678-1711) ∞ Amalia Wilhelmina van Brunswijk-Lüneburg (1673–1742) | Keizer Jozef I (1678-1711) ∞ Amalia Wilhelmina van Brunswijk-Lüneburg (1673–1742)                | Keizer Jozef I (1678-1711) ∞ Amalia Wilhelmina van Brunswijk-Lüneburg (1673–1742)                |
| Ouders                                        | August III van Polen (1696-1763) ∞ Maria Josepha van Oostenrijk (1699-1757)                             | August III van Polen (1696-1763) ∞ Maria Josepha van Oostenrijk (1699-1757)                             | August III van Polen (1696-1763) ∞ Maria Josepha van Oostenrijk (1699-1757)                             | August III van Polen (1696-1763) ∞ Maria Josepha van Oostenrijk (1699-1757)                             | August III van Polen (1696-1763) ∞ Maria Josepha van Oostenrijk (1699-1757)       | August III van Polen (1696-1763) ∞ Maria Josepha van Oostenrijk (1699-1757)       | August III van Polen (1696-1763) ∞ Maria Josepha van Oostenrijk (1699-1757)                      | August III van Polen (1696-1763) ∞ Maria Josepha van Oostenrijk (1699-1757)                      |
| Frederik Christiaan van Saksen (1722-1763)    | | | | |                                                                                   |                                                                                   |                                                                                                  |                                                                                                  |